# 대전대성중학교
대전대성중학교(大田大聖中學校)는 대한민국 대전광역시 중구 목동에 있는 사립 중학교이다.

## 학교 연혁
- 1954년 7월 6일 : 대성학교 설립, 초대 안기석 교장 취임
- 1955년 2월 16일 : 학교법인 대성학원 설립
- 1955년 3월 19일 : 제1회 졸업
- 1955년 4월 27일 : 대성중학교 6학급 설립
- 1956년 3월 19일 : 김신옥 목사 법인이사장 취임
- 2009년 1월 6일 : 15학급으로 증설
- 2017년 3월 1일 : 대전대성중학교로 교명 변경
- 2019년 8월 7일 : 학교법인 대성학원 이사장 전용란 목사 취임
- 2021년 12월 24일 : 16학급으로 증설
- 2023년 9월 1일 : 제23대 고영득 교장 취임
- 2024년 1월 11일 : 제70회 158명 졸업(총 18,667명 졸업)

## 참고 자료
- 대전대성중학교 - 한국교육학술정보원 학교알리미